# Кантабри
Кантабрите (на латински: Cantabrae, на гръцки: Καντάβροι) са древна конфедерация от 11 племена, населяващи северното крайбрежие на Испания на територията на съвременната провинция Кантабрия, на изток от Астурия и планинските райони на Кастилия-Леон. След Кантабрийската война на Октавиан Август през 19 г. пр.н.е. този район е присъединен към римската провинция Тараконска Испания.
Племената аваригини, бленди, вадиниензи, велици, гангани, камарити, кониаши, морекани, неги, оргеномеши, плентиси и салени участват в Кантабрийската конфедерация от 1 век пр.н.е.
- Етнография на Иберия
- Етнография на Кантабрия
- Паметник на кантабриец, Сантандер